# Maesa japonica
Maesa japonica là một loài thực vật có hoa trong họ Anh thảo. Loài này được (Thunb.) Moritzi & Zoll. mô tả khoa học đầu tiên năm 1855.

## Hình ảnh

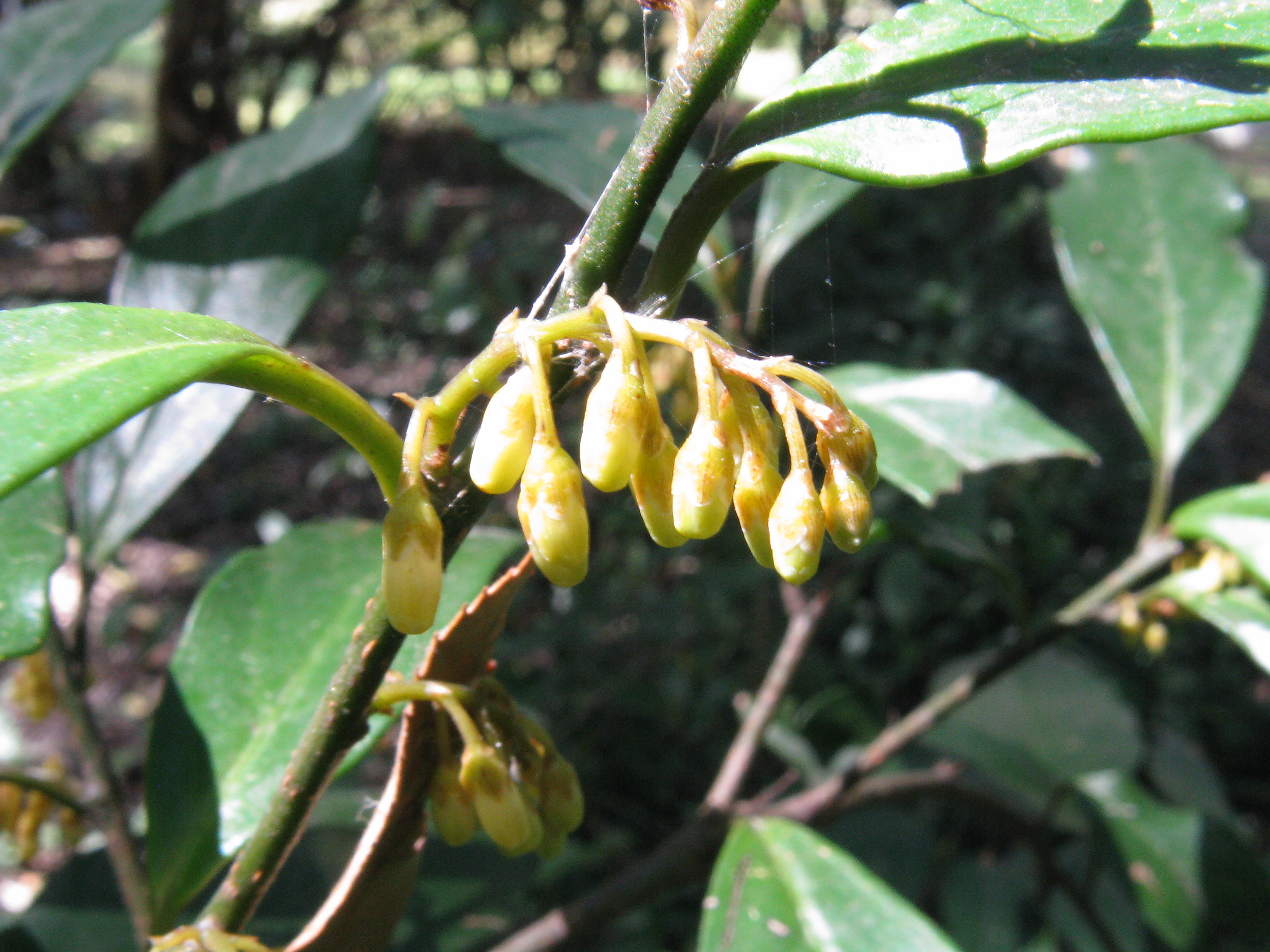
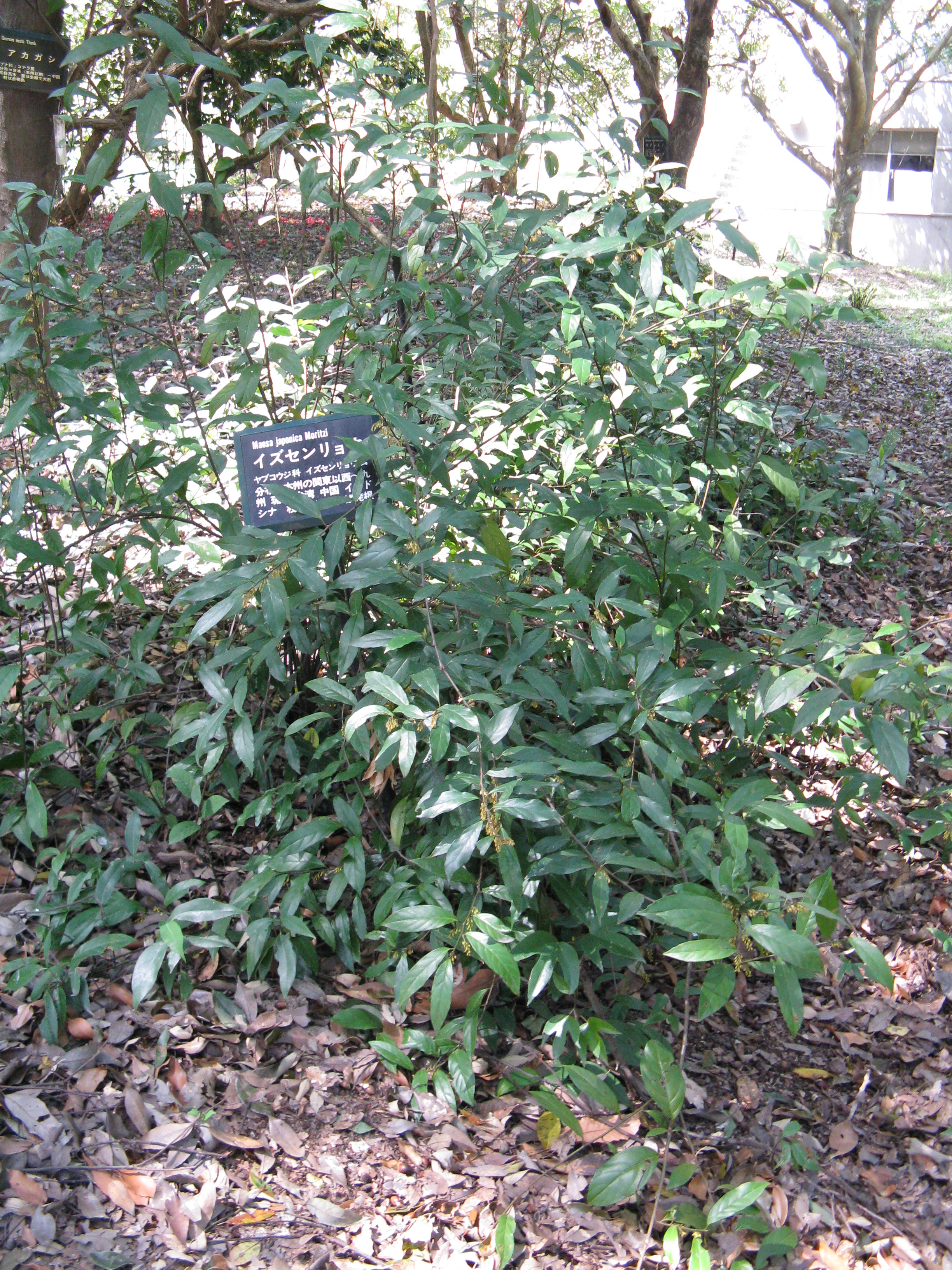
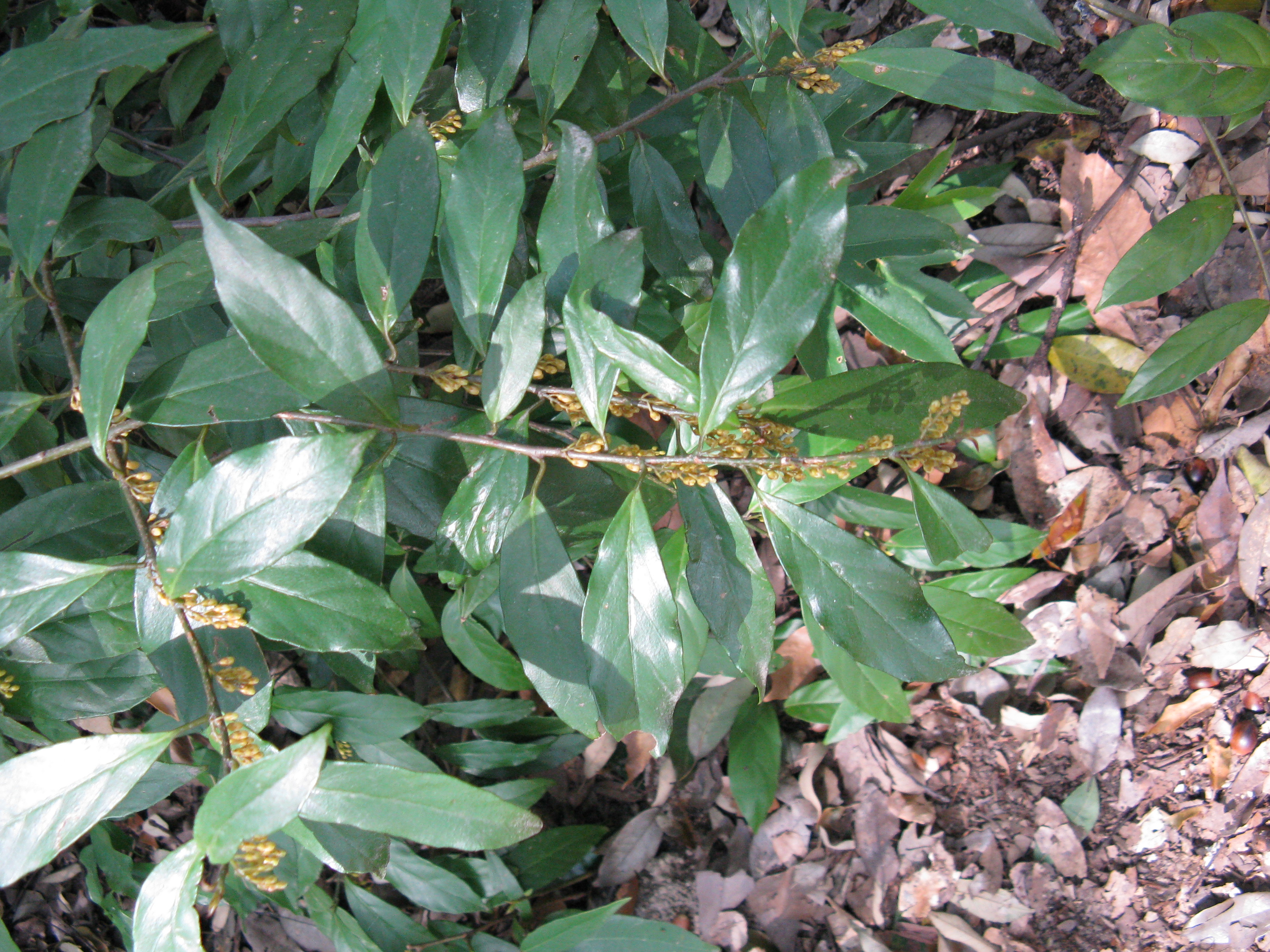